# Сандапарама
Сандапарама (Сандапаяма) (*бірм. စန္ဒပရမရာဇာ, 1741 — 1 травня 1764) — 42-й володар М'яу-У в 1762—1764 роках. Також відомий як Парамараза.

## Життєпис
Належав до династії Нарапавара. Молодший син Нара Апаї. Народився 1741 року. 1743 року його батько посів трон. 1762 року повалив свого старшого брата Тхіріту, який за рік до того посів трон.
1763 року скористався послабленням бенгальського наваба Мір Джафара внаслідок конфлікту того з Британською Ост-Індською компанією, почавши напади на Бенгалію, захопивши чималу здобич. Втім 1764 року був повалений швагером Апаєю.